# سد دونگپینگ
سد دونگپینگ (به لاتین: Dongping Dam) یک سد قوسی و نیروگاه برقابی در چین است که در Wanjia Township, Xuan'en County واقع شده‌است.